# Ischnus brachyurus
Ischnus brachyurus là một loài tò vò trong họ Ichneumonidae.